# 杨董村 (利津县)
杨董村 ，中华人民共和国山东省东营市利津县北宋镇所辖行政村。位于利津县西部。全村人口180户，638人（2010年底）。耕地面积1300亩。区划代码370522101202。邮编257439。